# Kościół św. Józefa Oblubieńca w Złotnikach Lubańskich
Kościół świętego Józefa Oblubieńca – rzymskokatolicki kościół filialny należący do parafii św. Jadwigi Śląskiej w Gryfowie Śląskim (dekanat Gryfów Śląski diecezji legnickiej).

## Historia i architektura
Świątynia w Złotnikach pochodzi z 1685 roku, natomiast w obecnej formie powstała w 1839 roku.
Jest to budowla jednonawowa, wzniesiona na planie prostokąta, posiadająca wyodrębnione węższe, prostokątne prezbiterium zakończone apsydą z łukiem tęczowym. Świątynię nakrywa dach dwuspadowy, nad przęsłem przylegającym do fasady znajduje się kwadratowa wieża zwieńczona dachem namiotowym, wnętrze nawy nakrywa płaski sufit, jednopoziomowa empora z trzech stron otacza nawę. We wnętrzu można zobaczyć m.in. klasycystyczny ołtarz i prospekt organowy.